# マーケティング戦略
マーケティング戦略はマーケティングを通じて企業戦略の現状分析と市場志向型戦略の策定、評価、選抜を行い、
経営目標と販促方針に寄与する全ての基本的且つ長期的な活動を指す。
各業界特有の状況に応じて戦略が異なる場合があるものの、一般的な戦略の分類方法は複数存在する。
最も一般的な分類は市場シェアや市場影響力に基づく市場支配力に拠るもので、リーダー、チャレンジャー、フォロワー、ニッチの4種類である。

## 戦略開発
マーケティング計画の基礎基盤として機能し、市場の需要を満たし目標達成の為に設計される。一般的に、施策内容と成果は検証可能であり、現在の年間達成目標を実現するための具体的な詳細が複数年にわたり展開される。
計画対象期間は国や業界や企業によって異なるが、社会環境の発展に伴い短くなっている。戦略には買収、顧客単価、解約率などの戦略効果の想定に役立つ顧客生涯価値モデルなどの手法や、長期的な視点が必要である。
企業内外の環境の慎重かつ正確な理解が求められる。内部環境の要因としてはマーケティングミックスやそのモデリング、性能解析や戦略上の制約があり、外部環境の要因としては、顧客分析、競合他社分析、目標市場分析、販促に影響を及ぼす技術的、経済的、文化的、法的、政治的環境要因の評価が挙げられる。戦略上の重要な構成要素は各企業の包括的な社訓に則る事が多い。徹底的に内外環境の調査を終えた後、事業の方向性を定める達成目標を設定し、最適なマーケティングミックスを実行するべく詳細を練る。戦略開発の最終段階には、進捗や不慮の事態発生時の測定計画を作成する。
マーケティングミックスモデリングは多くの場合、最適なマーケティング予算の決定とその分配に使用され、
ブランド価値の創造を管理しポートフォリオ全体の支出配分に役立つ。このため、人工知能の真価と進化は、マーケティング戦略にも革命をもたらしているのである。